# Cupila clavicornis
Cupila clavicornis är en skalbaggsart som först beskrevs av Mäklin 1852.  Cupila clavicornis ingår i släktet Cupila och familjen kortvingar. Inga underarter finns listade i Catalogue of Life.